# Mittlere Havel Ergänzung
Mittlere Havel Ergänzung este o arie protejată (arie specială de conservare — SAC, sit de importanță comunitară — SCI) din Germania întinsă pe o suprafață de 2.521,02 ha, integral pe uscat.

## Localizare
Centrul sitului Mittlere Havel Ergänzung este situat la coordonatele 52°26′10″N 12°39′11″E / 52.4361°N 12.6531°E.

## Înființare
Situl Mittlere Havel Ergänzung a fost declarat sit de importanță comunitară în martie 2004.

## Biodiversitate
Situată în ecoregiunea continentală, aria protejată conține 6 habitate naturale: Lacuri eutrofice naturale cu vegetație de tip Magnopotamion sau Hydrocharition, Cursuri de apă de la nivel de câmpie la nivel montan, cu vegetație Ranunculion fluitantis și Callitricho-Batrachion, Pajiști calcaroase din nisipuri xerice, Pajiști cu Molinia pe soluri calcaroase, turboase sau argilos-nămoloase (Molinion caeruleae), Liziere de ierburi înalte hidrofile de câmpie și de nivel montan până la alpin, Pajiști aluvionare inundabile, de Cnidion dubii.
La baza desemnării sitului se află mai multe specii protejate:
- plante (1): Apium repens
- mamifere (2): castor (Castor fiber), vidră de râu (Lutra lutra)
- pești (3): avat (Aspius aspius), zvârluga (Cobitis taenia), boarță (Rhodeus sericeus amarus)